# As-Salih Ayyub
As-Salih Ayyub, död 1249, var en egyptisk regent. Han var sultan av Egypten mellan 1240 och 1249.